# Sakarcheage
Sakarcheage (en turcomano: Sakarçäge; en ruso: Сакарчага), anteriormente conocida como Sakar-Chaga (en ruso: Сакар-Чага) y antes es una ciudad de Turkmenistán, capital del distrito de Sakarcheage en la provincia de Mari.

## Toponimia
Atanyyazow afirma que el nombre está relacionado con el pueblo Sakar, una tribu menor de Turkmenistán. La palabra çäge significa arena. Anteriormente su nombre era Chetili (en turcomano: Çetili).

## Geografía
Sakarcheage se sitúa a 19 km de Mari.

## Historia
El estatus de asentamiento de tipo urbano se ha establecido desde 1965. Según la Gran Enciclopedia Soviética, en Sakar-Chaga funcionaba una fábrica de ladrillos, una sucursal de la planta lechera Maryi y un teatro folclórico. Su nombre era Sakar-Chaga hasta que fue renombrada como Sakarcheage en 1993. 
Sakarcheage recibió el título de ciudad en 2016.

## Demografía
| 394                                    | 1922 | 2860 | 3632 | 4360 |
| (Fuente: Censo soviético de 1959-1989) |      |      |      |      |

## Infraestructura

### Transporte
Murgap tiene una estación de trenes que está en la línea Mari-Serjetabat.